# Bachelor in Paradise
Bachelor in Paradise är ett svenskt dejtingprogram från 2023 som hade premiär på TV4 den 21 augusti 2023. Programmet är baserat på den amerikanska förlagan med samma namn. Programledare är Malin Stenbäck. Totalt sändes 20 ordinarie avsnitt (två per vecka) och 10 extraavsnitt (ett i veckan) med titeln "Alla avslöjar allt".

## Handling
I programmet får tittarna åter möta flera medverkande från tidigare säsonger av Bachelor och Bachelorette Sverige. På en resort i Mexiko får de dejta och lära känna varandra med hopp om att hitta kärleken. I första avsnittet möts sju killar och sex tjejer som ska försöka bilda par. Då det är ett ojämnt antal singlar i huset blir alltid en deltagare utan en partner och måste lämna hotellet. Till huset kommer nya deltagare under säsongen. Det ojämna antalet deltagare gör att makten mellan tjejerna och killarna skiftar avsnitt till avsnitt.